# Rhipidia (Rhipidia) dione
Rhipidia (Rhipidia) dione is een tweevleugelige uit de familie steltmuggen (Limoniidae). De soort komt voor in het Australaziatisch gebied.